# C'est qui le Patron ?!
C'est qui le Patron ?! (CQLP) est une entreprise française du secteur agroalimentaire, fondée en 2017 par Nicolas Chabanne et Laurent Pasquier.
L’initiative permet au consommateur de définir un cahier des charges d'un produit qu'il souhaite trouver en rayons, et aux agriculteurs les produisant, d’être rémunérés équitablement de leur travail.
Initié en grande distribution en France en août 2016 avec le lait comme première référence, cette démarche compte en 2022 une vingtaine de produits issus de votes en ligne ouverts à tous et prônant une rémunération équitable pour les producteurs.

## Histoire
L’initiative débute dans le département de l'Ain en 2016, où une cinquantaine de producteurs de lait de la coopérative Bresse Val de Saône se retrouvent dans une impasse pour vendre leur lait. À cette époque, la crise laitière de 2015 bat son plein et les débouchés se font rares. La coopérative réussit à trouver un contrat avec une laiterie italienne qui collecte leur lait à 0,22 € le litre. Insuffisant pour pouvoir vivre de leur métier. Martial Darbon, producteur de lait et président de la coopérative à cette époque, tente d'alerter les alentours. Il part distribuer des tracts dans les supermarchés de la région. L'un des prospectus arrivera entre les mains du directeur du Carrefour Market de Vonnas. Emu par la démarche de l'agriculteur, il fera remonter l'information au siège de Carrefour. Martial Darbon est mis en relation avec Nicolas Chabanne, fondateur du label des Gueules Cassées, une marque qui valorise les produits agroalimentaires moches et qui lutte contre le gaspillage alimentaire et Laurent Pasquier, créateur du site internet mesgouts.fr, une application d’analyse nutritionnelle,.
En 2017, la société est constituée par Nicolas Chabanne et Laurent Pasquier, afin de permettre une plus juste rémunération des producteurs de lait français,. À l’origine de la démarche, ce binôme est parti de cette conviction simple : si chaque consommateur accepte de payer quelques centimes de plus la brique de lait, des centaines de familles de producteurs pourront être sauvées.

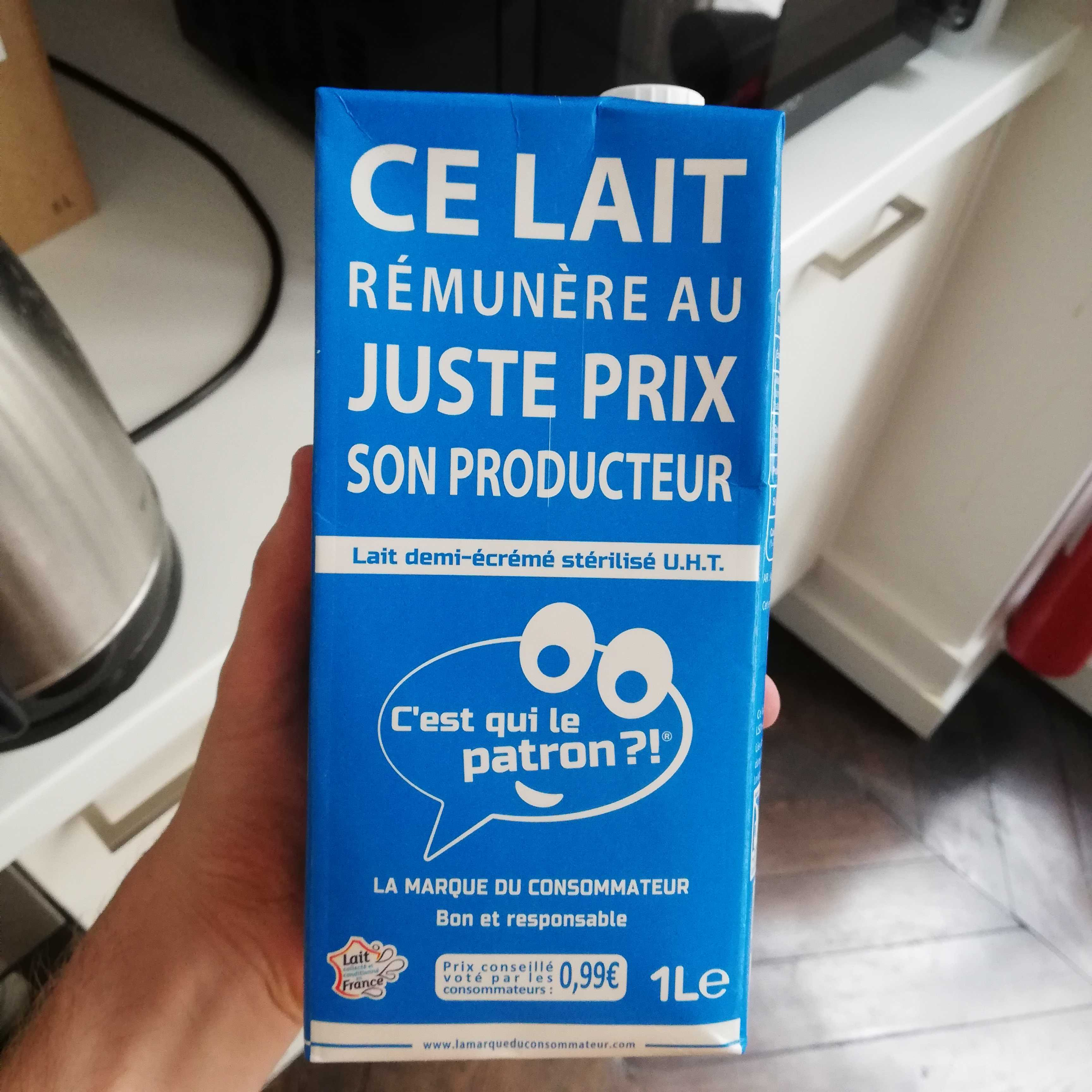
Brique de lait bleue « C'est qui le Patron ?! ».

Deux autres parties prenantes aident au lancement de C’est qui le Patron ?!. D’un côté, la laiterie de Saint-Denis-de-l'Hôtel qui collecte le lait et le conditionne dans une brique bleue sur laquelle est inscrit le message suivant : « Ce lait rémunère au juste prix son producteur ». De l’autre, l'enseigne Carrefour, premier distributeur à proposer cette brique dans ses 5 500 magasins en France. Rapidement, cette brique devient le plus gros succès agroalimentaire des trente dernières années.
Fin 2020, la totalité des bénéfices de la société sont reversé à des actions de solidarité à destination des producteurs en difficulté, au personnel soignant, à des commerçants victimes de la pandémie de Covid-19 en France, ou encore à des programmes de protection des abeilles. C’est qui le Patron ?! créé le Fonds de solidarité des consommateurs et citoyens pour venir en aide aux personnes impactées par la pandémie : personnel soignant, commerçants, artisans, producteurs, indépendants. L’entreprise y reverse son chiffre d’affaires généré par les ventes supplémentaires des produits CQLP lors des confinements.
En 2021, la coopérative décide d’y reverser l’ensemble de ses bénéfices pour venir en aide aux agriculteurs et au personnel soignant.
En avril 2021, la société commercialise une trentaine de produits différents, pour un chiffre d’affaires annuel d’environ 100 millions d’euros. Elle soutient alors plus de 3 000 producteurs français et compte plus de 10 000 sociétaires.
En septembre 2021, 300 millions de produits sont vendus dont 246 millions de litres de lait. 3 000 exploitations agricoles sont soutenues et plus de 16,2 millions d’acheteurs sont réguliers. Le beurre bio C'est qui le Patron ?! est le meilleur lancement bio depuis 2017.
En décembre 2024, Nicolas Chabanne transfère à titre gratuit l'ensemble de ses actions à une fondation actionnaire.
En 2025, C'est qui le Patron ?! crée une activité fruits et légumes. 4 fruits et légumes sont co-construits[pas clair] avec les consommateurs et lancés en rayon de grandes surfaces : la cerise, la pomme, l'oignon et l'échalote.

## Fonctionnement

### Cahier des charges
Le cahier des charges des produits est soumis aux consommateurs via des questionnaires en ligne. Ce qui permet aux consommateurs de définir les modalités de production et le prix de vente qu'ils considèrent acceptables. Des consultations en ligne sont réalisées pour définir les conditions de productions de nouveaux produits ou l'actualisation du cahier des charges de produits déjà commercialisés,.

### Fabrication, distribution et commercialisation
Une fois le vote effectué, les produits sont fabriqués par des usines de fabrication suivant le cahier des charges choisi par les consommateurs.
Les produits de l'enseigne sont commercialisés en grande distribution en France,, ainsi que dans plusieurs pays comme en Belgique, puis en Espagne, en Allemagne, en Grèce, en Italie, au Maroc, au Royaume-Uni et plus récemment[Quand ?] aux États-Unis et aux Pays-Bas,.
Les coûts de publicité sont remplacés par une communication sur les réseaux sociaux, des relais médias et du bouche-à-oreille. En rayon, le référencement des produits est réalisé par les consommateurs via l’application mobile « C’est qui le Patron ?! », qui permet de trouver, signaler et demander l’arrivée de ces produits en magasin.
Après leur commercialisation, les consommateurs sont invités à venir vérifier que tous les critères de fabrication et de rémunération votés préalablement sont bien respectés, tant chez l’agriculteur qu’à l’usine de fabrication.

## Produits
Le premier produit à voir le jour en 2016 est la brique de lait. Un questionnaire à choix multiples est mis en ligne sur le site internet de la marque. Composé de 7 questions, il permet aux consommateurs de créer leur lait idéal, à partir d’un prix plancher de 0,69 €.
D’autres cahiers des charges ont été définis par les consommateurs en soutien aux agriculteurs. 28 références de produits sont distribuées en 2021 dans les enseignes de grande distribution.

## International
D'autres consommateurs étrangers ont commencé à porter un projet similaire au sein de leur pays :
- Du bist hier der Chef! (« C'est toi le patron ici ! ») en Allemagne[30]
- Wie is de baas ?! (« C'est qui le patron ?! ») en Belgique[31]
- ¿Quien es le jefe? (« C'est qui le Patron ? ») en Espagne[32]
- Ποιος είναι Το Αφεντικό; (« Qui est le Patron ? ») en Grèce[33]
- Chi è il padrone ?! (« C'est qui le Patron ?! ») en Italie[34]
- Dyalna (« À nous ») au Maroc[35]
- Onze Markt (« Notre marché ») aux Pays-Bas[36]
- The Consumer Brand (« La Marque du Consommateur ») au Royaume-Uni[37]
- Eat's my Choice! (« C'est mon choix! ») aux États-Unis[38]